# 미나미노 요코
미나미노 요코(일본어: 南野 陽子, 1967년 6월 23일 ~ )는 일본의 배우이자 가수이다. 효고현 이타미시 출생. 당초는 에스원 컴퍼니에 소속되어 있었으며, 후에 서든 필드("미나미노"의 영역, 개인 사무소), 스위트 베이질, 케이대쉬를 거쳤다.

## 개요
사립 마츠카게 중학교 졸업하였다. 마츠카게 고등학교 재학 중에 오디션에 합격하여, 고등학교 2학년 여름에 상경해, 호리코시 고등학교에 2학기부터 편입했다. 동급생으로는 혼다 미나코, 오카다 유키코, 미야자키 마스미, 이시노 요코, 쿠라사와 아츠미, 나가야마 요코, 다카베 토모코, 다나카 쿠미, 모리나 미하루, 키쿠치 요코, 쿠와다 야스코, 마츠모토 유리, 나가세 마사토시, 카타오카 코타로가 있다. 혼다 미나코와는 호리코시 고등학교의 편입 시험때부터 함께였다.
1985년 6월 23일, 가수에 데뷔하였고, 후지테레비 계열 드라마 「스케반 형사」에 출연하였으며, 스케반 형사 주제가로 수록된 싱글을 발매하여 오리콘 차트에 첫 1위를 하였다.
그 후, 1992년에 가수 활동을 중단하였으며, 계속 여배우 활동에 전념하였으나, 데뷔 20주년이 된 2005년에 다시 가수 활동을 재개하였다.
그리고 2011년 3월 3일, 인터넷 관련 기업 사장과 결혼을 발표하였다.

## 음반

### 싱글
1. 恥ずかしすぎて (1985년 6월 23일, 데뷔 싱글)
2. さよならのめまい (1985년 11월 21일)
3. 悲しみモニュメント (1986년 3월 21일)
4. 風のマドリガル (1986년 7월 21일)
5. 接近（アプローチ） (1986년 10월 1일)
6. 楽園のDoor (1987년 1월 10일)
7. 話しかけたかった (1987년 4월 1일)
8. パンドラの恋人 (1987년 7월 1일)
9. 秋のIndication (1987년 9월 23일)
10. はいからさんが通る (1987년 12월 2일)
11. 吐息でネット (1988년 2월 26일)
12. あなたを愛したい (1988년 6월 18일)
13. 秋からも、そばにいて (1988년 10월 8일)
14. 涙はどこへいったの (1989년 2월 15일)
15. トラブル・メーカー／瞳のなかの未来 (1989년 6월 21일, 양A면 싱글)
16. フィルムの向こう側 (1989년 11월 29일)
17. ダブルゲーム (1990년 6월 1일)
18. へんなの!!／思い出を思い出さないように (1990년 7월 1일)
19. 耳をすましてごらん (1990년 8월 1일, 커버 싱글)
20. KISSしてロンリネス (1990년 11월 21일)
21. 夏のおバカさん (1991년 6월 8일)
22. はいからさんが通る／吐息でネット (2005년 7월 27일, 포니캐년 레이블, 이미 발매되고 있는 싱글의 셀프 커버)
23. 空を見上げて / 大切な人 (2022년 6월 23일)

### 앨범
1. ジェラート (1986년 4월 21일)
2. VIRGINAL (1986년 11월 1일 LP / 1986년 11월 6일 CT / 1986년 11월 1일 CD)
3. BLOOM (1987년 5월 2일)
4. GARLAND (1987년 11월 1일)
5. GLOBAL (1988년 7월 15일)
6. SNOWFLAKES (1988년 12월 14일)
7. GAUCHE (1989년 7월 12일)
8. Dear Christmas (1989년 12월 1일)
9. Gather (1990년 6월 23일)
10. 夏のおバカさん (1991년 7월 1일)

### 베스트 앨범 / CD-BOX
1. NANNO Singles (1988년 3월 21일)
2. YOKO'S FAVORITES (1988년 7월 21일)
3. NANNO SONGLESS (1990년 7월 15일)
4. NANNO Singles II (1991년 1월 1일)
5. Diamond Smile (1992년 3월 25일)
6. Pearl Tears (1992년 3월 25일)
7. Affairs of Yesterday (1992년 6월 21일)
8. Dear My Best (1992년 11월 21일)
9. GOLDEN J-POP/THE BEST 南野陽子 (1998년 8월 21일)
10. 2000 BEST 南野陽子 (2000년 6월 21일)
11. DREAM PRICE 1000 南野陽子/楽園のDoor (2002년 10월 9일)
12. GOLDEN☆BEST 南野陽子 ナンノ・シングルス3+マイ・フェイバリット (2003년 7월 16일)
13. NANNO BOX (2005년 6월 22일)
14. ナンノ・サウンドトラックス+ソングレス (2006년 6월 21일)
15. ナンノ・アニバーサリー25th (2010년 11월 11일)
16. ReFined-Songs Collection～NANNO 25th Anniversary (2011년 2월 9일)

### 사운드 트랙
1. スケバン刑事II 少女鉄仮面伝説 オリジナル・サウンドトラック (1986년 5월 21일)
2. スケバン刑事 オリジナル・サウンドトラック (1987년 3월 5일)
3. はいからさんが通る オリジナル・サウンドトラック (1987년 12월 21일)
4. 菩提樹 オリジナル・サウンドトラック (1988년 8월 13일)
5. 幕末2001 OriginalSoundtrack (2001년 10월 23일)

### 영상 작품 / DVD-BOX
1. ときめき、ください (1986년 6월 21일)
2. ファースト・コンサート (1986년 11월 1일)
3. NANNNO CLUB (1987년 7월 22일)
4. サマーコンサート (1987년 11월 21일)
5. FROM サマー・コンサート (1987년 11월 21일)
6. COLORFUL AVE. (1988년 8월 1일)
7. ETE DU CINEMA YOKO MINAMINO SUMMER CONCERT '88 (1988년 12월 21일)
8. 思いのままに YOKO MINAMINO SUMMER CONCERT '89 (1989년 11월 22일)
9. JUST SWEET LOVE (1989년 11월 24일, 비작품)
10. へんなの!! (1990년 9월 21일, 비디오 싱글 디스크)
11. ABEND (1990년 11월 21일)
12. 時の流れに (1990년 11월 21일)
13. Dear My Best (1990년 11월 21일)
14. NANNO DVD BOX (2005년 9월 28일)

## 출연

### 텔레비전 드라마
- 명문 사립 여고교 (1984년 11월 2일 ~ 1985년 1월 25일, 니혼 TV) - 데뷔 작품, 키타노 요코 역
- 스케반 형사 II 소녀 철가면 전설 (1985년 11월 7일 ~ 1986년 10월 23일, 후지 TV) - 주연, 마미야 사키(사오토메 시오리) 역
- 시간을 달리는 소녀 (1985년 11월 4일, 후지 TV, 월요일 드라마 랜드, 주제가도 담당) - 첫 주연, 카즈코 역
- 세라복 연애 교실 사랑의 레슨 A!B!C! (1986년 1월 6일, 후지 TV, 월요일 드라마 랜드)
- 시간에는 함께 (1986년 10월 16일 ~ 12월 25일, 후지 TV, 목요일 극장) - 히토시 주역, 타가와 키요 역
- 후지코 후지오의 꿈카메라 2 「브르트레인브르스」 (1987년 3월 2일, 후지 TV, 월요일 드라마 랜드) - 주연, 오다기리 마사미 역
- 시간이에요 스페셜 「천사의 유혹」 (1988년 3월 30일, TBS) - 미나 미코 → 타카라다 야스코 역
- 아리에스의 아가씨들 (1987년 4월 8일 ~ 9월 23일, 다이에이 TV, 후지 TV) - 주연, 미즈호 카오루 역
- 라디오 병병이야기 (1987년 8월 ~ 9월, 후지 TV)※게스트 출연
- 다케다 신겐 (1988년 1월 10일 ~ 12월 18일, NHK, 대하드라마) - 쿠치키 역, 백성딸 아코코 역
- 열정적인 거야! (1988년 4월 14일 ~ 7월 7일, 후지 TV) - 주연, 미나죠 엔 역
- 미나미노 요코의 이상한 이상한 대탈주 (1988년 10월 5일, TBS) - 이타미 사쿠라 / 마리아 역 (두 역)
- 뒤쫓고 싶은거야! (1988년 10월 26일 ~ 12월 21일, 후지 TV) - 주연, 시로시마 쇼우 역
- 하루노리 (1989년 1월 2일, TV 아사히, 개국 30주년 기념 신춘 3시간 드라마 스페셜) - 주연, 이와타 아야코 역
- 빨강 수염 (1989년 4월 1일, TBS) - 마사에 역
- 나츠키 시즈코의 제3녀 (1989년 10월 16일, TBS, 월요일 드라마 스페셜) - 나가하라 아카네 역
- 저녀석이 트러블 (1989년 12월 2일 ~ 1990년 3월 24일, 후지 TV) - 주연, 미사키 레이코 역
- 기묘한 이야기 (1990년 ~ , 후지 TV)
  - 제1시리즈 「너무 늦은 연인」 (1990년 8월 9일) - 나트미 역
  - 겨울의 특별편 「임금님의 귀는 로바의 귀」 (1991년 1월 3일) - 쿄코 역
  - 제2시리즈 「이상한 거울」 (1991년 11월 14일)
- 언젠가 본 푸른 하늘! (1990년 8월 25일, 니혼 TV, 24시간 TV 「사랑은 지구를 구한다」, 주제가도 담당)
- 예능 사회 (1990년 7월 5일 ~ 9월 27일, TBS) - 히토시 주역, 사카구치 아이코 역
- 남과 여자의 미스터리 옥문도 (1990년 9월 28일, 후지 TV, 금요일 엔터테인먼트)
- 카츠 카이슈 (1990년 12월 30일 · 31일, 니혼 TV, 연말 시대극 스페셜) - 카츠 쥰코역
- 신춘·혼욕·경사스러운 여관 이야기 (1991년 1월 1일, 후지 TV, 영춘 드라마 스페셜) - 후지타 아키코 (차녀) 역
- 밀애 2.26에 진 사랑 (1991년 2월 20일, 니혼 TV, 수요일 그랜드 로망) - 주연, 코마키 역
- 형개찰구 (1991년 10월 14일, TBS, 월요일 드라마 스페셜) - 사이키 거리 아역
- 떠돌이 건달여행 (1991년 10월 31일, TV 아사히, 대형 시대극 스페셜)
- 금요드라마 씨어터 계절은 차이의 해안 이야기'91 가을 (1991년 11월 8일, 후지 TV) - 케스케의 사랑의 상대 역할
- 츄신구라풍의 권·운의 권 (1991년 12월 13일, 후지 TV) - 아나마메 역
- 도쿠가와 이에야스 (1992년 1월 3일, TV 아사히)
- 떠돌이 건달여행 II (1992년 3월 30일, TV 아사히)
- 홍콩 미궁행 (1992년 7월 3일, 후지TV, 해외 특선 미스터리) - 쿠도 마사미 역
- 너를 위해서 할 수 있는 것 (1992년 7월 6일 ~ 9월 28일, 후지 TV) - 세키네 료코 역
- 미즈세이렬의 나가라가와 사랑받고 싶어서 (1992년 10월 8일, TV 아사히)
- 후라레죠오즈 (1993년 2월 4일, 니혼TV, 드라마 시티'93) - 주연, 미즈키 아카네 역
- 과거를 쫓는 여자 (1993년 3월 26일, TBS) - 리트코 / 키요미역 (두 역)
- 사랑하고 있어! (1993년 10월 11일 ~ 12월 27일, TV 아사히, 월요일 드라마 인) - 쿠지 시노 역
- 오오에도 풍운전 (1994년 4월 18일 ~ 7월 15일, NHK, NHK 금요일 시대극) - 소노코 역
- 이에미츠 모살 -삼대 장군에 강요하는 수수께끼의 암살 군단!- (1995년 1월 3일, TV 아사히, 신춘 대형 시대극 3시간 스페셜)
- 흔들리는 구상 (1995년 1월 13일 ~ 3월 24일, TBS, 금요드라마) - 주연, 요코자와 카나코 역
- 여자들의 전쟁 (1995년 8월 18일, 후지TV, 금요일 엔터테인먼트·전후 50년 특별 기획) - 히토시 주역
- 신춘 시대극생명 바쳐 후 -꿈을 쫓는 언덕의 결투 벤다! 사랑도 눈물도 베지 않으면 되지 않다! (1996년 1월 3일, NHK) - 츠카모토 사에 역
- 장군의 은밀! 그림자 18 (1996년 1월 27일 ~ 6월 29일, TV 아사히) - 쿠노이치노 카에 역
- 반드시 누군가에게 만나기 위해서 「최종화 (제12화)」 (1996년 3월 23일, TV 도쿄)
- 닌자 반환수의 성 우츠노미야 매달아 놓은 천장의 수수께끼 (1996년 4월 30일, TV 아사히)
- 네무리 쿄시로 오늘 있어 내일없는 생명을 사는 사람! (1996년 9월 19일, TV 아사히) - 토모에 / 시즈노 역 (두 역)
- 아사미 미츠히코 시리즈 3 카라츠 사요공주 전설 살인 사건 (1996년 11월 22일, 후지TV) - 나루사와 히사코 역
- 강자 괴력 무쌍의 승병! 사랑과 꿈을 요구해 계속 싸운 파란의 생애 (1997년 1월 4일, TV 아사히, 신춘 시대극 스페셜)
- 신칸센'97 사랑 이야기 (1997년 4월 3일 ~ 6월 26일, TBS) - 츠무라 쿄코 역
- 일색 교타로 사건 노트 6 쿄토 진화제 귀면 살인 사건 (1997년 12월 22일, TBS, 월요일 드라마 스페셜) - 미사토 역
- 이에야스가 가장 무서워한 남자 사나다유키무라 (1998년 1월 2일, TV 도쿄, 12시간초와이드 드라마) - 아에 노보 역
- 마누케 선생님 (1998년 1월 24일, TBS, RCC 개국 45주년 특별 프로그램,【오오바야시 노부히코 원작 · 총감독】)
- 삼색털 고양이 홈스의 황혼 호텔 (1998년 2월 21일, TV 아사히, 토요일 와이드 극장)
- 필요가 없는 사람 (1998년 10월 7일 ~ 12월 23일, NHK) - 미야모토 아이 역
- 여의 (1999년, 니혼 TV)
- 신 남부 대길 파출소 일기 (1999년 8월 12일 ~ 8월 26일, NHK 위성 제2텔레비전)
- 소미안 (1999년, TV 아사히) - 카테츠이 마도카 역
- 세무 조사관·창가 타로의 사건부 4(2000년 2월 28일, TBS, 월요일 드라마 스페셜) - 히구치 나오시미 역
- 북 알프스 산악 구조대·자문일귀 1 북 알프스 호타카 연봉 살인 사건 (2001년 3월 4일, TV 도쿄, 여자와 사랑과 미스터리) - 카타기리 미에야코 역
- 변호사저수문조 2 죄를 피해 웃는 놈 (2002년 2월 11일, TBS, 월요일 미스터리 극장) - 마츠우라 이즈미역
- 여자 매니저 금자인가 있는 슬픔의 사건부 1 (2002년 2월, 후지TV, 금요일 엔터테인먼트) - 카와바타 마유미 역
- 나는 사 나 사랑이니까 (2002년 9월 7일, 후지 TV) - 주연, 호시카와 미나코 역
- 일확천금 꿈가족 (2002년 6월 10일 ~ 7월 19일, TBS, 사랑의 극장) - 주연, 스기우라 하루 역
  - 일확천금 꿈가족 2 (2003년 6월 9일 ~ 7월 18일)
- 봄이 온 (2002년 9월 ~ 11월, NHK, NHK 금요일 시대극) - 미요 역
- 도깨비어머니의 후예 (2003년 9월 10일, TV 도쿄, 여자와 사랑과 미스터리, 모리무라 세이치 서스펜스)
- 니시무라 교타로 여행 미스터리 세이칸 특급 살인 루트 (2003년 9월 13일, TV 아사히, 토요일 와이드 극장)
- 그늘의 계절 7 정산 (2004년 11월 29일, TBS, 월요일 미스터리 극장)
- 더 간호대장 (2005년 4월 7일, TBS) - 소우마 레이코 역
- 카구라자카경찰서 생활 안전과 1 미형사 에이지&로크 (2005년 5월 25일, TV 도쿄 계열, 수요일 미스터리 9) - 코다이 아카네 (형사) 역
- 야·쿠·소·쿠 (2005년 5월 30일 - 7월 29일, TBS, 드라마 30) - 주연, 이데 요코 역
- 경시청 특수부대 512 (2005년 11월 29일, 니혼TV, 드라마 컴플렉스) - 카지 하츠코 역
- 무코들이 형사 타카야마가·명의 사건 파일 2 (2005년 12월 12일, TBS, 월요일 미스터리 극장)　- 다카하시 카나코 역
- 야왕~YAOH~ 「제1화」 (2006년 1월 13일, TBS) - 스이젠지 베니코 역
- 7명의 여자 변호사 (2006년 4월 13일 ~ 7월 8일, TV 아사히, 목요일 드라마) - 타시로 치하루 역
- 마이 스위트 홈 ~몽야대길·꿈을 팝니다∼ (2007년 1월 23일, 니혼 TV, 화요일 드라마 골드) - 모우리 사오리 역
- 전화 2 DX호화판 (2007년 4월 4일, 니혼 TV) - 코니시 유키코 역
- 주간 아카가와 지로 제7화 · 제13화 「청춘의 결산」 (2007년 7월 ~ 9월, TV 도쿄)
- 첫사랑 net.com ~잊을 수 없는 사랑의 노래~ episode.1 첫사랑 (2007년 11월 3일, TV 아사히 토요일 나이트 드라마) - 주연, 카와세 나츠코역
- 토쿠가와 풍운록야시로 장군 요시무네 (2008년 1월 2일, TV 도쿄, 신춘 와이드 시대극) - 덴에이인 (코노에 히로코) 역
- 여자 형사 두 사람 2 (2008년 3월 8일, TV 아사히, 토요일 와이드 극장) - 노사카 마리코 역
- 인터폰 증후군의 여자·타인의 생활을 들여다 보고 싶어하는 주부의 비밀(2008년 3월 15일, TV 아사히) - 주연
- 몬스터 parent 「제2화」 (2008년 7월 8일, 후지TV) - 카와모토 요시코 역
- 얼음의 화 (2008년 9월 6일 · 7일, TV 아사히 개국 50주년 드라마) - 토다 시오리 역
- 스크랩 티쳐 ~교사 재생~ (2008년 10월 11일 ~ 12월 13일, 니혼 TV) - 고토쿠지 아키미 역
- 심부름꾼 여배우 야스노 제비꽃 내막 사건 파일 (2009년 1월 21일, TV 도쿄, 수요일 미스터리 9) - 주연, 야스노 스미레 역
- 키이나 ~불가능 범죄 수사관~ 「제4화」(2009년 2월 11일, 니혼 TV) - 호시미야 레이카 역
- 야광의 계단 「제3화」(2009년 4월 23일 ~ 6월 18일, TV 아사히, 목요일 드라마 마츠모토 세이초 탄생 100년 스페셜) - 타케자키 유미코 역
- 메이드 형사 「제6화」(2009년 8월 7일, TV 아사히) - 중여시치 아역
- 역사 대하 스펙타클 도쇼다이지 1200년의 수수께끼 ~나라시대의 연호를 달리지 않는 자리수남과 여자들 (2009년 11월 3일, TBS, JNN 50주년 기념) - 효켄 천황 역
- 따르는 가마쿠라 강변포물공 (2010년 4월 17일, NHK, 토요시대극) - 오츠미 역
- 도둑 G멘·니카이도눈 19 카리스마 풍수사·사를 부르는 액세서리 (2010년 5월 31일, TBS, 월요일 골든) - 카자마 토모코역
- 떠돌이의 여자 변호사 야마기시 아키라 (2010년 7월 24일, 아사히 방송, 토요일 와이드 극장) - 주연, 야마기시 아키라 역
- 페이크 쿄토 미술 사건 그림 두루마기 (2011년 1월 ~ 2월, NHK, 드라마 10) - 시라이시 아코역
- 한초 ~진난서 아즈미반~ 시리즈 4 ~정의의 대상~ 「제3화」 (2011년 4월 25일, TBS) - 이타미 마리코 역
- 아사미 미츠히코 시리즈 40 기령도 (2011년 5월 6일 · 7일, 후지 TV, 금요일 프레스테이지, 토요일 프리미엄) - 시노하라 마사코 역
- 나의 하늘 형사편 「제6화」 (2011년 10월 20일, TV 아사히) - 마츠우라 미요코 역

### 텔레비전 버라이어티
아이돌 시대의 다수의 가요 프로그램외 현재도 각종 버라이어티 등에 게스트 출연하고 있어, 사회의 경험도 있다.
- 재미 인간 원티드!! (1985년, 니혼 TV) - 어시스턴트
- 한 장의 사진 (1986년, 후지 TV)
- 일본 아카데미상 수상식 (1994년) - 사회
- 바람 맡김 신·제국 만유기 (1995년, 후지 TV) - 기행자 역
- 쾌적! 거주지네비 (TV 도쿄) - 사회
- 것 사리 하룻밤 지어 (NHK 종합 텔레비전) - 네비게이터
- 웃어도 좋다고! (2007년 4월 4일 ~ 2009년 10월 1일, 후지 TV) - 수요일 → 목요일 레귤러
- 웃어도 좋다고! 증간호 (2007년 4월 ~ 2009년 10월, 후지 TV) - 레귤러
- 샐러리맨 NEO 시즌 2 (2007년, NHK 종합 텔레비전) - 레귤러
- 올스타 연예인 노래가 능숙한 왕좌 결정전 스페셜 (2008년 · 2010년, 후지 TV) - 심사원
- 빠진다! 동영상 재료 천국 30초에 쿠슥과 오는 말(비) 동영상 파일 공유 SP(2009년, 니혼 TV) - 방송 사회자
- 기적의 지구 이야기 ~가까운 미래 창조 사이언스 (TV 아사히) - 나레이션
  - 제11회 「영양과 맛 ~생명이 필요로 하는 것∼」 (2009년 12월 13일)
  - 제17회 「칼로리 ~목숨을 보존하는 에너지~」 (2010년 2월 14일)
  - 제29회 「스파이스 ~향기가 이끈 식생활 문화~」 (2010년 5월 16일)
- 초호화!! 스타 동창회 아직 너를 사랑하고 있는 SP 2010년 7월 6일, 니혼 TV) - 사회
- 초호화!! 스타 동창회 게게겐!의 재회 SP (2010년 10월 5일, 니혼 TV) - 사회
- HEY! HEY! HEY! (2011년, 후지 TV)
- 일본의 예능 (2011년 4월 1일 ~ , NHK 교육 텔레비전) - 사회
- 초호화!! 스타 동창회 마르히의 (비) 규정 SP (2011년 9월 6일, 니혼 TV)- 사회
- 폭소 대일본 아칸 경찰 (2011년 5월 22일, 후지 TV) - 재판관 게스트
- EXILE 영혼 (2011년 9월 11일, TBS) - 게스트
- 한일 가왕전 (MBN) - 한국예능 첫 출연

### 영화
- 스케반 형사 (1987년 2월 14일 공개, 토에이) - 주연, 마미야 사키 역
- 하이칼라씨가 간다 (1987년 12월 12일 공개, 토에이) - 주연, 하나무라 베니오 역
- 흰 손(1990년 4월, 토호) - 후루자와 아야코 (선생님) 역, 히로인
- 골드 러쉬(1990년 12월, 와니북스 & 토에이) - 사노카와 마미역, 히로인
- 후쿠자와 유키치 (1991년 8월, 토에이)
- 겨울철의 동백꽃 (1992년 5월 30일 공개, 토에이) - 주연, 보탄 (사다코) 역
- 청춘 덴데케데케데케 (1992년 10월, 토에이)
- 나를 안고, 그리고 키스 해 (1992년 11월, 토에이) - 주연, 케이코 역
- 드라이빙 하이! (1993년 8월, 세가 엔터프라이스 외) - 주연, 카오루 역
- 아수라장의 인간학 (1993년, 토에이)
- 새벽루녀의 란 (1994년, 토에이) - 데코 역
- 3 여행의 해협 (1995년 11월, 3 여행의 해협 제작 위원회) - 치즈루 역, 히로인
- 불법 체재 (1996년 8월 10일 공개, 아르고 픽처)
- 실록 신쥬쿠의 얼굴 신쥬쿠 불량배 이야기 (1997년 3월 15일 공개, 무비 브라더즈) - 미우라 야요이 (스트리퍼) 역
- 필살 시말인 시리즈 (마츠타케) - 카모메 역
  1. 「필살 시말인」 (1997년 3월)
  2. 「필살 시말인 II」 흐트러져 피는 여자 역자의 꿈무대 (1997년 7월)
  3. 「필살 시말인 III」 지옥에 가신 꽃잎 2매 (1998년 2월)
- 커다란 완 -개의- (1998년 12월, CIA) - 이시쿠라 타카코 역, 히로인
- 역에 주미요시(2000년 11월, 퍼스트 우드·엔터테인먼트) - 주연, 키타노 요코역
- 달려라! 이치로 (2001년 4월, 토에이)
- 대하의 한 방울 (2001년 9월, 대하의 한 방울 제작 위원회)
- 천년의 사랑 빛나는 겐지 모노가타리 (2001년 12월, 토에이)
- 신 의리없는 전쟁 모살 (2003년 2월, 신 의리없는 전쟁 모살 제작 위원회)
- 고스트 고함 (2004년 12월, 도쿄테아트르) - 야타베 아이코 역
- 시부야 이야기 (2005년 3월, 토에이)
- 진한 주홍 (2005년 9월, 토에이) - 이하라 미코 역
- 둔수 (2009년, 가가 커뮤니케이션)
- 그런데도 꽃은 피어 간다 (2011년)
- 오므라이스 (2011년)

### 무대
- 리틀 위민 - 작은 아씨들 (1985년 8월, 닛세이 극장)
- 양보해 잎의 우물 (1995년 3월, 제국 극장)
- 노부나가 (1996년 10월, 오사카 신가부키좌)
- 비탈길 (1997년 9월, 도쿄 다카라즈카 극장)
- 후지야마현 풍습 연가
  - 1998년 11월, 제국 극장
  - 1999년 8월, 미소노 좌
- 함정 (1999년 10월, 파르코 극장 · 산케이 신문 홀 · 메르파르크 홀 후쿠오카 · 아이치 현 근로 회관)
- 기온의 자매 (2000년 11월, 나카니치 극장)
- 세설
  - 2001년 5월, 제국 극장
  - 2003년 2월 ~ 3월, 우메다 코마 극장 · 하카타 좌
  - 2003년 11월, 나카니치 극장
  - 2004년 6월, 제국 극장
  - 2005년 11월, 메이지자
  - 2008년 2월, 하카타 좌 · 센다이 시민 회관 외
- 에도막부 말기 2001 (2001년 10월 ~ 11월, 혼다 극장 · 오사카 킨테츠 극장 · 후쿠오카 니시테츠 홀 · 쿠마모토 현립 극장 · 미야자키 현립 예술 극장 · 카고시마 시민 문화 홀 · 오쿠치 시민 회관)
- 설국 (2002년 2월, 미소노 좌)
- 비치는 비치는 스님 테루코씨 (2002년 10월, 제국 극장)
- 천국을 본 남자 (2006년 8월, 도쿄 예술 극장 · 명철 홀 · 씨어터 드라마 시티)
- 하이! 미라크루즈 (2008년 7월, 아오야마 원형 극장 · 효고 현립 예술 문화 센터 · 아이치 후생 연금 회관 외)
- 반역아 (2009년 11월, 오사카 마츠타케 좌)
- GACKT 네무리 쿄시로 무뢰공 (2010년 5월, 닛세이 극장)

### 라디오
레귤러
- 미나미노 요코 낙서 투성이의 크로키 북 (1985년 10월 ~ 1986년 4월, 닛폰 방송)
- 미나미노 요코 난노 이 정도! (1986년 10월 ~ 1990년 6월, 닛폰 방송)
- 미나미노 요코 세피아색 멜로디 (1990년 10월 ~ 1991년 4월, TBS 라디오)
- 미나미노 요코 오늘은 난노일! (2006년 10월 2일 ~ 2011년 9월 30일, 닛폰 방송) - 월요일 ~ 금요일

단발 · 게스트
- 예능 생활 25주년 기념 특별프로 「금년에 25주년에 난노!」 (2010년 6월 10일 · 11월 21일, 닛폰 방송)
- 얀피스 (닛폰 방송)
- 오리엔탈 라디오의 올나잇 일본 R (닛폰 방송)

### CM
- 기린 비버릿지 「KIRIN LEMON 2101」 (1985년 ~ 1986년, 스기모토 뎃타와의 공동 출연작)
- NTT 「화이트 전화 카드」 (1985년)
- 다리야 「베네룩크 화장품 성스러운 여자 (사람)」 (1985년 ~ 1987년)
- 하우스식품 「대굴대굴 링」, 「히야시 추카」, 「생선일까?」, 「프루츠 인 젤리」 (1985년 ~ 1987년)
- 후지필름 「후지칼라 HR」, 「후지칼라 슈퍼 HR」 외 각 종 (1985년 ~ 1988년)
- KDD 「국제 다이얼 통화」(1986년)
- ONKYO 「라디안」(1986년 - 1989년)
- 후지 TV 「몽소안내인 춘의 후지 TV 캠페인」(1987년)
- 에자키 글리코 「셰실초콜릿」, 「포키」, 「아몬드 초콜릿」 외 각 종 (1987년 ~ 1990년) 이와시로 켄 · 혼다 미나코와의 공동 출연작도 있다.
- 후지쯔 「FM-77 AV40EX/20 EX」, 「FMR 시리즈」, 「FM TOWNS」 (1987년 ~ 1989년)
- 우체국 「연하장은 서둘러」 (1987년)
- 카네보화장품 「BIO 피트 넷 립스틱」 (1988년)
- JR서일본 (1988년 ~ 1991년 ※케이한신 · 주쿄쿠 · 호쿠리쿠 에리어)
- 시세이도 「샤워 소프」 (1989년 ~ 1990년)
- 아사다아메 「아사다아메 쿨, 닉키, 패션」, 「아사다아메 미즈아메」 (1989년 ~ 1991년)
- 나고야 철도 「미디어 카드」 (1991년)
- 도쿄도 「스톱 AIDS 캠페인」 (1992년)
- 우체국 저금 회관 「메르파르크」 (1993년)
- 칸사이 디지털 폰 (1994년)
- 가스미초 개발 프로젝트 「스파월드」 (1997년, 칸사이 지구 로컬)
- 코세이코스메니엔스 「RELIVE」 (2003년)
- 오오타제약 「오오타 한방 위장약 II」, 「오오타제약 정장약」(2006년 ~ 2011년)
- 슈바츠코프 헨켈 「syoss 헤어 칼라」 (2011년 ~ )

## 출판

### 단행본
- ORE BOOKS 1·통째로 미나미노 요코 BOOK (1987년 9월, 고단샤, ISBN 4-06-103102-3)
- 달밤의 재채기 (1989년 9월, 카도카와 서점, ISBN 4-04-883241-7) - 에세이
- 미나미노 요코 Beauty Book (2010년 6월, 주부와 생활사, ISBN 978-4-391-13866-5) - 미용 테크닉 & 에세이

### 사진집
- 요코를 독점…… (1986년 4월, 고단샤)
- 스케반 형사 II 사진집 (1986년 9월, 하쿠센사)
- 영화 스케반 형사 사진집 사랑의 세라복 전사 (1987년, 반다이 비주얼)
- 생으로 천사풍 와 (1988년 11월, 와니북스)
- Yoko Minamino-my dear (TYO tiny pictures) (1991년 1월, CBS 소니출판)
- 미나미노 요코 Great-ALL SELECTION (1991년 4월, 고단샤)
- FLOWERS (2004년 10월, 슈에이샤)

### 연재
- 석간 후지 「내일은, 만월!」
- 월간 「CIRCUS」 (베스트 셀러즈) 「켄쟈의 선물」 (2007년 3월 ~ 2009년 8월)
- 월간 「몸에 좋은 일」 (쇼덴샤) 「월하 미인 대담」 (2007년 4월 ~ 2008년 4월)